# 万波中正
万波 中正（まんなみ ちゅうせい、2000年4月7日 - ）は、岡山県備前市生まれ、東京都練馬区出身のプロ野球選手（外野手、内野手）。右投右打。北海道日本ハムファイターズ所属。

## 経歴

### リトルリーグ
友達に誘われ、練馬区立開進第二小学校の2年時に、投手としてブルーフェニックスで野球を始めた。
練馬区立開進第二中学校への進学後は、陸上競技部と東練馬シニアに所属。陸上競技の東京都大会では、1年時に100メートル障害決勝で2位、3年時に砲丸投5kgの部で優勝した（記録は14m85）。その一方で、3年時には東練馬リトルシニアの外野手兼エースとして、リトルシニアの日本選手権大会でチームを準決勝進出に導いた。この時点で身長がおよそ190cmにまで達していたほか、ストレートで最速138km/h、バットのスイングで150km/hを超えるスピードを計測。野球でも陸上競技でも、このような身体能力を大一番で発揮してきたことから、「スーパー中学生」と呼ばれた。

### 高校時代
横浜高校進学後は、入学直後の春季神奈川大会から、外野手として背番号25を着けてベンチ入り。入学から1か月半の間に対外試合で2本の本塁打、背番号13で臨んだ5月の春季関東大会（明治神宮野球場）準々決勝の対千葉黎明高校戦では代打で適時二塁打を放つなど「スーパー1年生」という異名を取るほどの活躍で注目を集めた。
夏の第98回全国高等学校野球選手権大会では、横浜スタジアムで行われた松陽高校との神奈川大会3回戦で、バックスクリーンの看板を直撃する公式戦初本塁打（推定飛距離135m）を記録。2学年先輩の藤平尚真や石川達也、1学年先輩の福永奨や増田珠と共に、チームを阪神甲子園球場での本大会出場に導いた。本大会ではベンチ入りにとどまったが、9月の秋季神奈川大会から4番打者に抜擢されると、投手としても救援で登板を重ねた。
2年時夏の第99回全国高等学校野球選手権大会で「4番・右翼手」として秀岳館高校との初戦へ出場。2打数1安打を記録したが、チームは初戦敗退を喫した。さらに、秋の神奈川大会では、鎌倉学園高校との準々決勝でチーム3年ぶりのコールド負けを経験。
3年時の春先には、関東大会の序盤にベンチ入りのメンバーから外れるほどの不振に見舞われた。夏の選手権南神奈川大会でも1次登録の段階で、ベンチ入りのメンバーから外れていたが後に背番号13ながらメンバー登録されると、チームの3年連続本大会（第100回全国高等学校野球選手権記念大会）出場に貢献。4番打者へ復帰した立花学園高校との準々決勝で横浜スタジアムのバックスクリーンを直撃する本塁打を再び放ったほか、出場した4試合通算で打率.542、2本塁打、12打点という好成績を残した。背番号9を着用した本大会では、2回戦まで通算2試合で9打数無安打と振るわなかったが、金足農業高校との3回戦で吉田輝星から5打数2安打を記録。しかし、チームがこの試合で敗れ、万波自身も3試合通算で打率.143、5三振と精彩を欠いた。高校通算40本塁打。
2018年10月25日に行われたドラフト会議では、外野手として北海道日本ハムファイターズから4位指名を受け、11月12日に契約金3500万円、年俸520万円（金額は推定）という条件で入団。背番号は66。日本ハムでは、前述した吉田や柿木蓮（大阪桐蔭高校）、2回戦で対戦した野村佑希（花咲徳栄高等学校）も万波の前後に相次いで指名された。

### 日本ハム時代

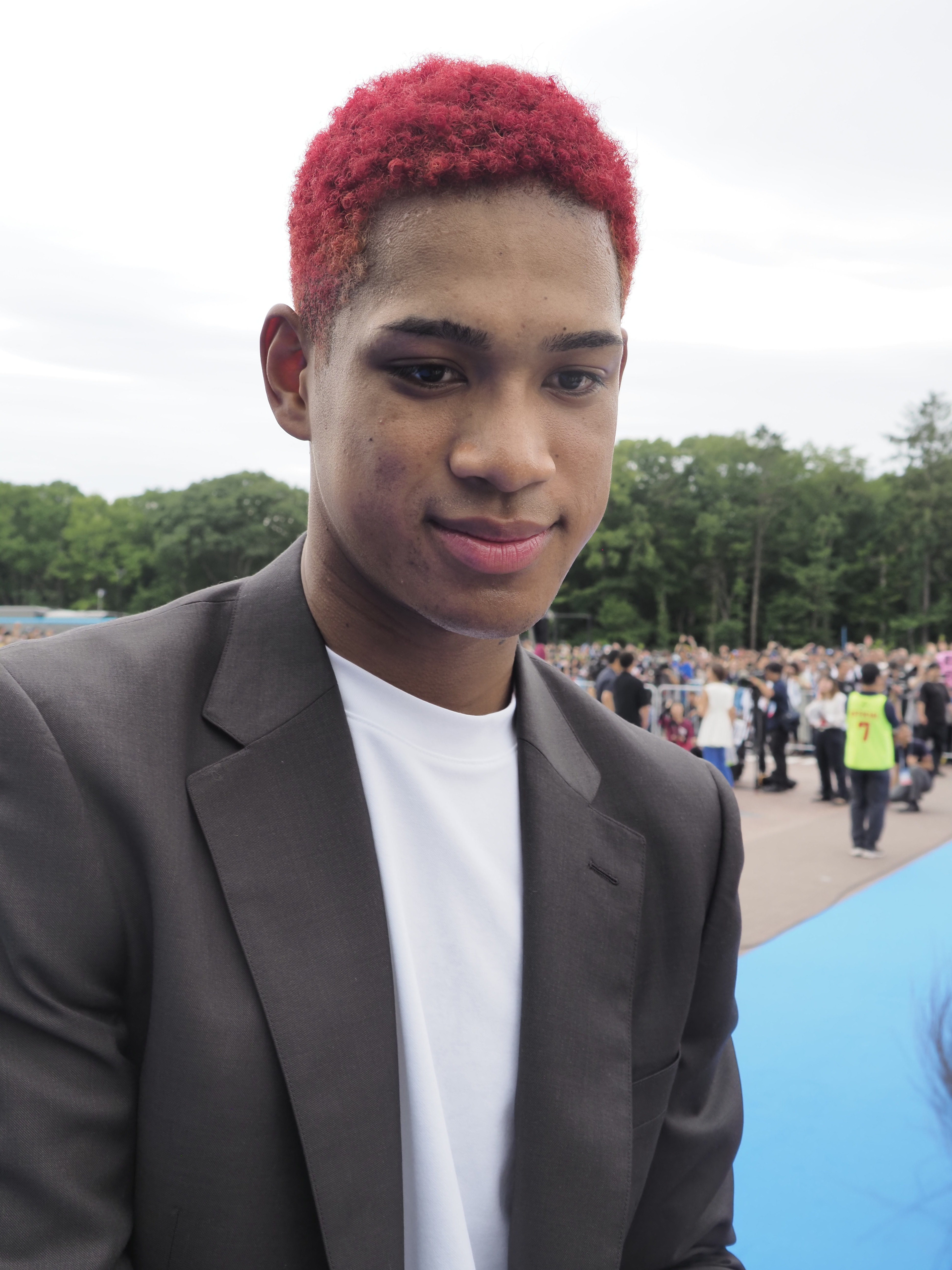
2024年7月23日、オールスターゲーム第1戦でのブルーカーペットイベントにて

2019年は吉田・柿木と揃って春季キャンプを二軍で迎えた。オープン戦期間中の3月3日に1日限定で一軍に昇格すると、本拠地における対横浜DeNAベイスターズ戦（札幌ドーム）に「9番・右翼手」としてスタメンでフル出場。以降は二軍で実戦経験を積んでいた。イースタン・リーグの公式戦で開幕から8月上旬までに67試合の出場で10本塁打を放ったことなどを背景に吉田が先発した8月14日の対千葉ロッテマリーンズ戦（東京ドーム）で「9番・左翼手」としてスタメンで一軍公式戦にデビュー。一軍公式戦全体では2試合の出場で4打数無安打に終わったが、イースタン・リーグの公式戦では90試合の出場でチームトップ（リーグ4位タイ）の14本塁打を記録した。
2020年は打撃の安定感を欠き、一度も一軍昇格できずにシーズンを終えた。
2021年の春季キャンプは二軍スタート。しかし開幕すると二軍14試合に出場して打率.340、5本塁打、19打点と結果を残し4月9日に一軍に昇格。同10日の対オリックス・バファローズ戦（京セラドーム大阪）に「7番・右翼手」として2年ぶり2回目の先発出場すると、山﨑福也からプロ初安打となる二塁打を放った。4月26日に出場選手登録を抹消されたが、5月1日に一軍再昇格すると、同7日の対東北楽天ゴールデンイーグルス戦（札幌ドーム）では、万波の横浜高校の先輩でもある涌井秀章から中前適時打を放ちプロ初打点を記録するも5月16日に再び登録抹消。6月9日には一軍登録されると、同13日の対横浜DeNAベイスターズ戦（札幌ドーム）で今永昇太からプロ初本塁打を放った。7月15日開催のフレッシュオールスターゲーム2021に選出され、頭部死球を受けながらもフル出場。守備では強肩で補殺を記録、打撃では二塁打を放ち、攻守で存在感を示した。
2022年はオープン戦で5本塁打11打点の結果を残し、開幕一軍を勝ち取った。しかし、開幕スタメンは勝ち取れず、開幕2戦目までは3打席で3三振と快音は響かなかった。開幕3戦目で「9番・右翼手」で同年初先発出場を果たすと、2打席目で一時同点となる1号2点本塁打を放った。4月17日の千葉ロッテマリーンズ戦（ZOZOマリンスタジアム）では0−0で迎えた延長十回表にロッテ三番手西野からその試合、チーム唯一の安打である先制、決勝本塁打を放つ。6月3日の阪神タイガース戦（阪神甲子園球場）では先発のアーロン・ウィルカーソンの初球を捉え、左中間への第10号ソロ本塁打を放ち、自身初の2桁本塁打を達成した8月27日の福岡ソフトバンクホークス戦（札幌ドーム）では、先発の武田翔太から本塁打を放ち、守備でも好捕球を見せ、コディ・ポンセのノーヒットノーラン達成を援護した。
2023年は開幕から出場を続け141試合に出場する。5月30日のヤクルト戦では12球団2桁本塁打一番乗りを果たすなどして、5月の月間MVPを受賞する。更に初出場となる7月16、17日に行われたオールスターゲームではオールスター初打席で初本塁打、史上初となるオールスターデビューからの2試合連続本塁打を記録し第2戦オールスターMVPを受賞。第1試合敢闘賞、第2試合最優秀選手賞、マイナビドリーム賞を受賞し合計賞金500万円と年俸（2000万円）の4分の1を2日で稼いだ。9月16日の福岡ソフトバンクホークス戦（エスコンフィールドHOKKAIDO）で先頭打者本塁打とサヨナラ本塁打を同じ試合で放つ活躍をする。またこの本塁打でスカパー！サヨナラ賞を受賞した。この年は最後まで本塁打王を争ったが、最終的には25本塁打で4位となり、あと1本及ばなかった。しかし自身初となるベストナイン、ゴールデングラブ賞（いずれも外野手部門）を獲得した。10月24日、アジアプロ野球チャンピオンシップ2023の日本代表選手に選出された。大会全4試合に出場し、2試合目の韓国戦ではバックスクリーンにソロ本塁打を放った。オフには6000万円増となる年俸8000万円で契約を更改した。
2024年は、春季キャンプを一軍で迎える。監督の新庄剛志からも唯一レギュラーを明言された。3月6日・7日に開催されたカーネクスト侍ジャパンシリーズ2024豪州代表戦に日本代表として出場。3月29日の開幕戦に「3番・右翼手」として先発出場すると、その後も正右翼手として出場を続け、4月3日の同年1号本塁打は、史上23人目となる全打順本塁打を史上最年少での達成となった。さらに、この本塁打は前年開業したエスコンフィールドHOKKAIDOの通算100本塁打目であった。7月12日には3年連続の2桁本塁打となる10号2点本塁打を放った。7月開催のオールスターゲームでは、両リーグ最多となる131万4833票を獲得し、オールスターには赤髪で出場した。8月6日の楽天戦では、10回二死満塁の場面で則本昂大からプロ初の満塁本塁打を放った。レギュラーシーズンを通して136試合出場、打率.252、18本塁打、60打点の成績を残した。補殺数11はリーグ最多であり、2年連続となるゴールデングラブ賞を受賞した。WBSCプレミア12に挑む野球日本代表に選出されたが、上半身のコンディション不良のため辞退した。オフには8500万円増となる推定年俸1億6500万円で契約を更改した。球団高卒野手7年目での1億円到達は中田翔などに並び最速タイとなった。
2025年は、3月に開催されたラグザス 侍ジャパンシリーズ2025オランダ代表戦に日本代表として出場。

## 選手としての特徴
192cm、97kgと恵まれた体格に、抜群の身体能力の持ち主。走攻守において野性的かつ躍動感溢れる強肩強打のプレーが特徴。三振を恐れないフルスイングから繰り出す長打力、積極果敢な走塁、外野の全ポジションを守れる広い守備力が魅力。強肩を活かした外野からの送球は「レーザービーム」とも称される。遠投110メートル、50メートル走6秒2、高校通算40本塁打。
全力プレーを心掛けており、攻守交替を駆け足で行ったり、一塁までは必ず全力疾走したりなど、一軍でも二軍でも溌溂とした姿勢を見せる。自身のストロングポイントとして「声がでかい」ことを挙げており、ベンチからも大声で盛り上げる。
能力とポテンシャルは高いと認められるが、調子にムラがあるともいわれている。

## 人物
- 父親がコンゴ民主共和国出身、母親が日本人のハーフ[4]。
- 愛称は「マンチュウ」[27]。底抜けに明るい性格の持ち主[61]。
- 2歳上の実姉は[68]陸上競技経験者で、中学生時代の2012年にジュニアオリンピック陸上競技大会の砲丸投げ種目に東京都選手団の選手として出場[69]。モデル活動を行っている時期もあった[70]。
  - 姉の高校在学中、当時大学生だった山﨑康晃が同高校の教育実習に訪れている[71]。

## 詳細情報

### 年度別打撃成績
| 年 度     | 球 団     | 試 合 | 打 席 | 打 数 | 得 点 | 安 打 | 二 塁 打 | 三 塁 打 | 本 塁 打 | 塁 打 | 打 点 | 盗 塁 | 盗 塁 死 | 犠 打 | 犠 飛 | 四 球 | 敬 遠 | 死 球 | 三 振 | 併 殺 打 | 打 率 | 出 塁 率 | 長 打 率 | O P S |
| --------- | --------- | ----- | ----- | ----- | ----- | ----- | -------- | -------- | -------- | ----- | ----- | ----- | -------- | ----- | ----- | ----- | ----- | ----- | ----- | -------- | ----- | -------- | -------- | ----- |
| 2019      | 日本ハム  | 2     | 4     | 4     | 0     | 0     | 0        | 0        | 0        | 0     | 0     | 0     | 0        | 0     | 0     | 0     | 0     | 0     | 2     | 0        | .000  | .000     | .000     | .000  |
| 2021      | 日本ハム  | 49    | 133   | 126   | 12    | 25    | 9        | 1        | 5        | 51    | 13    | 0     | 1        | 0     | 1     | 4     | 0     | 2     | 53    | 3        | .198  | .233     | .405     | .638  |
| 2022      | 日本ハム  | 100   | 314   | 296   | 28    | 60    | 10       | 2        | 14       | 116   | 40    | 0     | 2        | 2     | 2     | 12    | 0     | 2     | 112   | 2        | .203  | .237     | .392     | .629  |
| 2023      | 日本ハム  | 141   | 582   | 533   | 69    | 141   | 33       | 0        | 25       | 249   | 74    | 2     | 1        | 2     | 2     | 41    | 2     | 4     | 138   | 12       | .265  | .321     | .467     | .788  |
| 2024      | 日本ハム  | 136   | 556   | 508   | 60    | 128   | 34       | 0        | 18       | 216   | 60    | 2     | 3        | 1     | 3     | 39    | 3     | 5     | 120   | 13       | .252  | .310     | .425     | .735  |
| 通算：5年 | 通算：5年 | 428   | 1589  | 1467  | 169   | 354   | 86       | 3        | 62       | 632   | 187   | 4     | 7        | 5     | 8     | 96    | 5     | 13    | 425   | 30       | .241  | .292     | .431     | .723  |

- 2024年度シーズン終了時
- 各年度の太字はリーグ最多

### 年度別守備成績
| 年 度 | 球 団    | 外野  | 外野  | 外野  | 外野  | 外野  | 外野     | 一塁  | 一塁  | 一塁  | 一塁  | 一塁  | 一塁     |
| 年 度 | 球 団    | 試 合 | 刺 殺 | 補 殺 | 失 策 | 併 殺 | 守 備 率 | 試 合 | 刺 殺 | 補 殺 | 失 策 | 併 殺 | 守 備 率 |
| ----- | -------- | ----- | ----- | ----- | ----- | ----- | -------- | ----- | ----- | ----- | ----- | ----- | -------- |
| 2019  | 日本ハム | 1     | 0     | 0     | 0     | 0     | ----     | -     | -     | -     | -     | -     | -        |
| 2021  | 日本ハム | 41    | 71    | 1     | 1     | 0     | .986     | -     | -     | -     | -     | -     | -        |
| 2022  | 日本ハム | 87    | 150   | 5     | 2     | 1     | .987     | -     | -     | -     | -     | -     | -        |
| 2023  | 日本ハム | 117   | 226   | 5     | 4     | 2     | .983     | 23    | 137   | 17    | 3     | 14    | .981     |
| 2024  | 日本ハム | 134   | 243   | 11    | 6     | 1     | .977     | -     | -     | -     | -     | -     | -        |
| 通算  | 通算     | 380   | 690   | 22    | 13    | 4     | .982     | 23    | 137   | 17    | 3     | 14    | .981     |

- 2024年度シーズン終了時
- 各年度の太字はリーグ最多
- 太字年はゴールデングラブ賞受賞年

### 表彰
- ベストナイン：1回（外野手部門：2023年）
- ゴールデングラブ賞：2回（外野手部門：2023年、2024年）
- オールスターゲーム MVP：1回（2023年第2戦[38]）
- オールスターゲーム 敢闘選手賞：1回（2023年第1戦[38]）
- オールスターゲーム マイナビドリーム賞：1回（2023年[38]）
- 月間MVP：1回（打者部門：2023年5月[37]）
- 月間サヨナラ賞：1回（2023年9・10月[41]）
- パテレアワード[72]
  - MVP：1回（2024年）
  - コメント数大賞：1回（2024年）
  - 再生数大賞：1回（2024年）
  - プロが選ぶ究極プレー大賞：1回（2024年）
- アジア プロ野球チャンピオンシップベストナイン：1回（2023年）

### 記録
初記録
- 初出場・初先発出場：2019年8月14日、対千葉ロッテマリーンズ19回戦（東京ドーム）、「9番・左翼手」で先発出場[73]
- 初打席：同上、2回裏に小島和哉から空振り三振[73]
- 初安打：2021年4月10日、対オリックス・バファローズ2回戦（京セラドーム大阪）、5回表に山﨑福也から右越二塁打
- 初打点：2021年5月7日、対東北楽天ゴールデンイーグルス7回戦（札幌ドーム）、6回裏に涌井秀章から中前適時打
- 初本塁打：2021年6月13日、対横浜DeNAベイスターズ3回戦（札幌ドーム）、2回裏に今永昇太から左中間ソロ[74]
- 初盗塁：2023年6月2日、対読売ジャイアンツ1回戦（東京ドーム）、5回表に二盗（投手：横川凱、捕手：大城卓三）[75]

その他の記録
- 同一試合で初回先頭打者本塁打とサヨナラ本塁打：2023年9月16日、対福岡ソフトバンクホークス21回戦（エスコンフィールドHOKKAIDO）※史上2人目
- 全打順本塁打：2024年4月3日、対東北楽天ゴールデンイーグルス2回戦（エスコンフィールドHOKKAIDO）、3番で先発出場、5回裏に岸孝之から左中間越3ラン ※史上23人目[76]、史上最年少[50]
- エスコンフィールドHOKKAIDO通算100本塁打：同上[50]
- オールスターゲーム出場：2回（2023年、2024年）

### 背番号
- 66（2019年[20] - ）

### 代表歴
- 2023 アジア プロ野球チャンピオンシップ 日本代表